# 卡斯特罗门维夫雷
卡斯特罗门维夫雷，是西班牙卡斯蒂利亚-莱昂巴利亚多利德省的一个市镇。总面积17平方公里，总人口84人（2001年），人口密度5人/平方公里。